# Eunidia vestigialis
Eunidia vestigialis är en skalbaggsart som först beskrevs av Francis Polkinghorne Pascoe 1864.  Eunidia vestigialis ingår i släktet Eunidia och familjen långhorningar. Inga underarter finns listade i Catalogue of Life.